# Twice 4th World Tour III
Twice 4th World Tour "III" (стилизовано заглавными буквами), или просто III (читается как «три») — второй мировой концертный тур и четвертый тур в целом южнокорейской гёрл-группы Twice в поддержку их третьего корейского студийного альбома Formula of Love:О+Т=<3. Тур начался 25 декабря 2021 года в Сеуле и завершился 15 мая 2022 года в Лос-Анджелесе. Включает в себя 14 выступлений.

## Фон
1 октября 2021 года было объявлено о предстоящем безымянном мировом турне посредством видеоклипа на The Feels, первый англоязычный сингл группы. Название тура, Twice 4th World Tour "III", было объявлено 15 ноября, при этом в тот же день были объявлены первые 8 дат тура. Вскоре после этого были добавлены дополнительные концерты в Лос-Анджелесе и Нью-Йорке из-за огромного спроса. 16 декабря JYP Entertainment объявили, что первый концерт в Сеуле, который должен был состояться в канун Рождества, был отменен из-за ограничений COVID-19 и ограничений на часы работы площадки. на которой проводился концерт.
Второй концерт в Сеуле 26 декабря транслировался в прямом эфире на Beyond Live (V Live+). После концерта были объявлены две даты тура в Японии в Токио Доум, что сделало это вторым выступлением Twice на стадионе после их японского доум-тура в 2019 году под названием #Dreamday. Третья дата концерта в Токио Доум была объявлена 7 марта. Эти концерты сделали их первой иностранной гёрл-группой, выступившей на стадионе три вечера подряд, и второй женской группой, сделавшей это.
Североамериканский этап тура на аренах завершился с посещаемостью в чуть более 100 000 человек, что сделало их первой женской группой, достигшей этого показателя посещаемости на североамериканском этапе концертного тура. Группа из 9 человек вошла в историю, объявив дату энкора на стадионе в Лос-Анджелесе, еще одна была добавлена вскоре после первоначального объявления. Это делает Twice первой южнокорейской гёрл-группой, которая проводит концерты на стадионах в Северной Америке, доказывая свой глобальный успех.

## Коммерческое исполнение
Тур дебютировал под девятой строчкой в февральском выпуске чарта Billboard Top Tours Boxscore за 2022 год с общей суммой 11 175 207 долларов США и общей посещаемостью 76 762 человека на 6 концертах.

## Сет-листы
1. "Opening VCR 1
2. "The Feels"
3. "Feel Special"
4. "Up No More"
5. "Ment 1"
6. "Queen"
7. "Fancy"
8. "Turn It Up"
9. "VCR 2"
10. "Shot Clock"
11. "Get Loud"
12. "I Can't Stop Me"
13. "Ment 2"
14. "Espresso"
15. "Icon"
16. "Cry for Me"
17. "VCR 3"
18. "Scientist"
19. "Real You"
20. "Moonlight"
21. "Ment 3"
22. "Cactus" (선인장)
23. "Rewind" (알고 싶지 않아)
24. "Ment 4"
25. "What Is Love?"
26. "Knock Knock"
27. "More & More"
28. "Ment 5"
29. "Dance the Night Away" (ремикс)
30. "Alcohol-Free"
31. "Heart Shaker"
32. "VCR 4"
33. "Push & Pull" (Чихё, Сана и Дахён)
34. "Hello" (Наён, Момо и Чхэён)
35. "1, 3, 2" (Мина и Цзыюй)

Энкор
1. "VCR 5"
2. "The Best Thing I Ever Did" (올해 제일 잘한 일) (Рождественский ремикс)
3. "Merry & Happy"

25 декабря (День 1)
1. "TT" (ремикс TAK)
2. "Oxygen"

26 декабря (День 2)
1. "Baby Blue Love"
2. "TT" (ремикс TAK)
3. "I Love You More Than Anyone" (누구보다 널 사랑해)
4. "Rollin'"
5. "Say You Love Me"
6. "Do It Again" (다시 해줘)
7. "Precious Love" (소중한 사랑)

1. "Opening VCR 1
2. "The Feels"
3. "Feel Special"
4. "Up No More"
5. "Ment 1"
6. "Queen"
7. "Fancy"
8. "Turn It Up"
9. "VCR 2"
10. "Shot Clock"
11. "Get Loud"
12. "I Can't Stop Me"
13. "Ment 2"
14. "Espresso"
15. "Icon"
16. "Cry for Me"
17. "VCR 3"
18. "Scientist"
19. "Real You"
20. "Moonlight"
21. "Ment 3"
22. "Cactus" (선인장)
23. "Rewind" (알고 싶지 않아)
24. "Ment 4"
25. "What Is Love?"
26. "Knock Knock"
27. "More & More"
28. "Ment 5"
29. "Dance the Night Away" (ремикс)
30. "Alcohol-Free"
31. "Heart Shaker"
32. "VCR 4"
33. "Push & Pull" (Чихё, Сана и Дахён)
34. "Hello" (Наён, Момо и Чхэён)
35. "1, 3, 2" (Чонён, Мина и Цзыюй) (Удлинённая)

Энкор
1. "VCR 5"
2. "Candy"
3. "Likey"

15 февраля – Лос-Анджелес (День 1)
1. "TT" (ремикс TAK)
2. "Cheer Up"
3. "Likey"

16 февраля – Лос-Анджелес (День 2)
1. "Yes or Yes?"
2. "Signal"

18 февраля– Окленд
1. "Believer"
2. "Rollin'"
3. "BDZ" (Корейская вер.)
4. "TT"

22 февраля – Форт-Уэрт
1. "Cheer Up"
2. "BDZ" (Корейская вер.)
3. "Love Foolish"
4. "SOS"
5. "Signal"

25 февраля – Атланта
1. "TT"
2. "SOS"
3. "Last Waltz"

26 февраля – Нью-Йорк (День 1)
1. "TT"
2. "Firework"
3. "Yes or Yes?"
4. "Like Ooh-Ahh

1. "Opening VCR 1
2. "The Feels"
3. "Feel Special"
4. "Up No More"
5. "Ment 1"
6. "Queen"
7. "Fancy" (Японская вер.)
8. "Turn It Up"
9. "VCR 2"
10. "Shot Clock"
11. "Get Loud"
12. "I Can't Stop Me" (Японская вер.)
13. "Ment 2"
14. "Espresso"
15. "Icon"
16. "Cry for Me"
17. "VCR 3"
18. "Scientist" (Японская вер.)
19. "Real You"
20. "Moonlight"
21. "Ment 3"
22. "Cactus" (선인장)
23. "Rewind" (알고 싶지 않아)
24. "Ment 4"
25. "What Is Love?" (Японская вер.)
26. "Knock Knock"
27. "More & More"
28. "Ment 5"
29. "Dance the Night Away" (ремикс)
30. "Alcohol-Free"
31. "Heart Shaker"
32. "VCR 4"
33. "Push & Pull" (Чихё, Сана и Дахён)
34. "Hello" (Наён, Момо и Чхэён)
35. "1, 3, 2" (Чонён, Мина и Цзыюй)

Энкор
1. "VCR 5"
2. "Just Be Yourself"
3. "Perfect World"

23 апреля (День 1)
1. "Candy Pop"
2. "Changing!"
3. "Good at Love"
4. "Stay By My Side"

24 апреля (День 2)
1. "Fanfare"
2. "Happy Happy"
3. "Polish"
4. "Breakthrough"

25 апреля (День 3)
1. "Happy Happy"
2. "Fake & True"
3. "Luv Me"
4. "Kura Kura"

1. "Opening VCR 1
2. "The Feels"
3. "Feel Special"
4. "Up No More"
5. "Ment 1"
6. "Queen"
7. "Fancy"
8. "Turn It Up"
9. "VCR 2"
10. "Shot Clock"
11. "Get Loud"
12. "I Can't Stop Me"
13. "Ment 2"
14. "Espresso"
15. "Icon"
16. "Cry for Me"
17. "VCR 3"
18. "Scientist"
19. "Real You"
20. "Moonlight"
21. "Ment 3"
22. "Cactus" (선인장)
23. "Rewind" (알고 싶지 않아)
24. "Ment 4"
25. "What Is Love?"
26. "Knock Knock"
27. "More & More"
28. "Ment 5"
29. "Dance the Night Away" (ремикс)
30. "Alcohol-Free"
31. "Heart Shaker"
32. "VCR 4"
33. "Push & Pull" (Чихё, Сана и Дахён)
34. "Hello" (Наён, Момо и Чхэён)
35. "1, 3, 2" (Чонён, Мина и Цзыюй) (Удлинённый танец Мины)

Энкор
1. "VCR 5"
2. "Candy"
3. "Yes or Yes?"

14 мая (День 1)
1. "Sunset"
2. "TT"
3. "Touchdown"
4. "Dance the Night Away"

15 мая (День 2)
1. "TT"
2. "You in My Heart"
3. "Cheer Up"
4. "Say Something"
5. "Dance the Night Away"

- Чонён не участвовала в концертах в Сеуле из-за проблем со здоровьем.
- Во время выступления в Лос-Анджелесе (день 1) Чонён покинула сцену после «More & More» из-за усталости, но вернулась на «1, 3, 2».
- Во время выступления в Лос-Анджелесе (день 1) Twice исполнили "The Feels" (ремикс Бенни Бенасси) вместо "Likey" после "Candy".
- Во время выступления в Лос-Анджелесе (день 2) фандом Twice (Once) представили сентиментальный видеосборник для Twice и после видео спели "Candy" из альбома "Formula of Love: O+T=<3".
- Во время выступления на стадионе в Лос-Анджелесе во время финальной песни "Dance the Night Away" был запущен фейерверк.

## Даты тура
| Дата                 | Город        | Страна           | Площадка                   | Посещаемость | Доход      |
| -------------------- | ------------ | ---------------- | -------------------------- | ------------ | ---------- |
| 25 декабря 2021 года | Сеул         | Республика Корея | KSPO Dome Beyond Live      | —            | —          |
| 26 декабря 2021 года | Сеул         | Республика Корея | KSPO Dome Beyond Live      | —            | —          |
| 15 февраля 2022 года | Инглвуд      | США              | Форум                      | 25,507       | $4,438,626 |
| 16 февраля 2022 года | Инглвуд      | США              | Форум                      | 25,507       | $4,438,626 |
| 18 февраля 2022 года | Окленд       | США              | Оракл-арена                | —            | —          |
| 22 февраля 2022 года | Форт-Уэрт    | США              | Dickies Arena              | —            | —          |
| 24 февраля 2022 года | Атланта      | США              | Стэйт-фарм-арена           | —            | —          |
| 26 февраля 2022 года | Эльмонт      | США              | Ю-би-эс Арена              | 26,788       | $4,044,882 |
| 27 февраля 2022 года | Эльмонт      | США              | Ю-би-эс Арена              | 26,788       | $4,044,882 |
| 23 апреля 2022 года  | Токио        | Япония           | Токио Доум                 | 150,000      | —          |
| 24 апреля 2022 года  | Токио        | Япония           | Токио Доум                 | 150,000      | —          |
| 25 апреля 2022 года  | Токио        | Япония           | Токио Доум                 | 150,000      | —          |
| 14 мая 2022 года     | Лос-Анджелес | США              | Banc of California Stadium | 44,000       | —          |
| 15 мая 2022 года     | Лос-Анджелес | США              | Banc of California Stadium | 44,000       | —          |

### Отменённые шоу
| Дата                 | Город | Страна           | Площадка  | Причина                                           |
| -------------------- | ----- | ---------------- | --------- | ------------------------------------------------- |
| 24 декабря 2021 года | Сеул  | Республика Корея | KSPO Dome | Новые правила социального дистанцирования в Сеуле |

## Комментарии
1. ↑  Только 26 декабря.
2. ↑  Энкор-шоу.